# Brockenhurst
Brockenhurst est une ville du district de New Forest, dans le comté du Hampshire, en Angleterre.

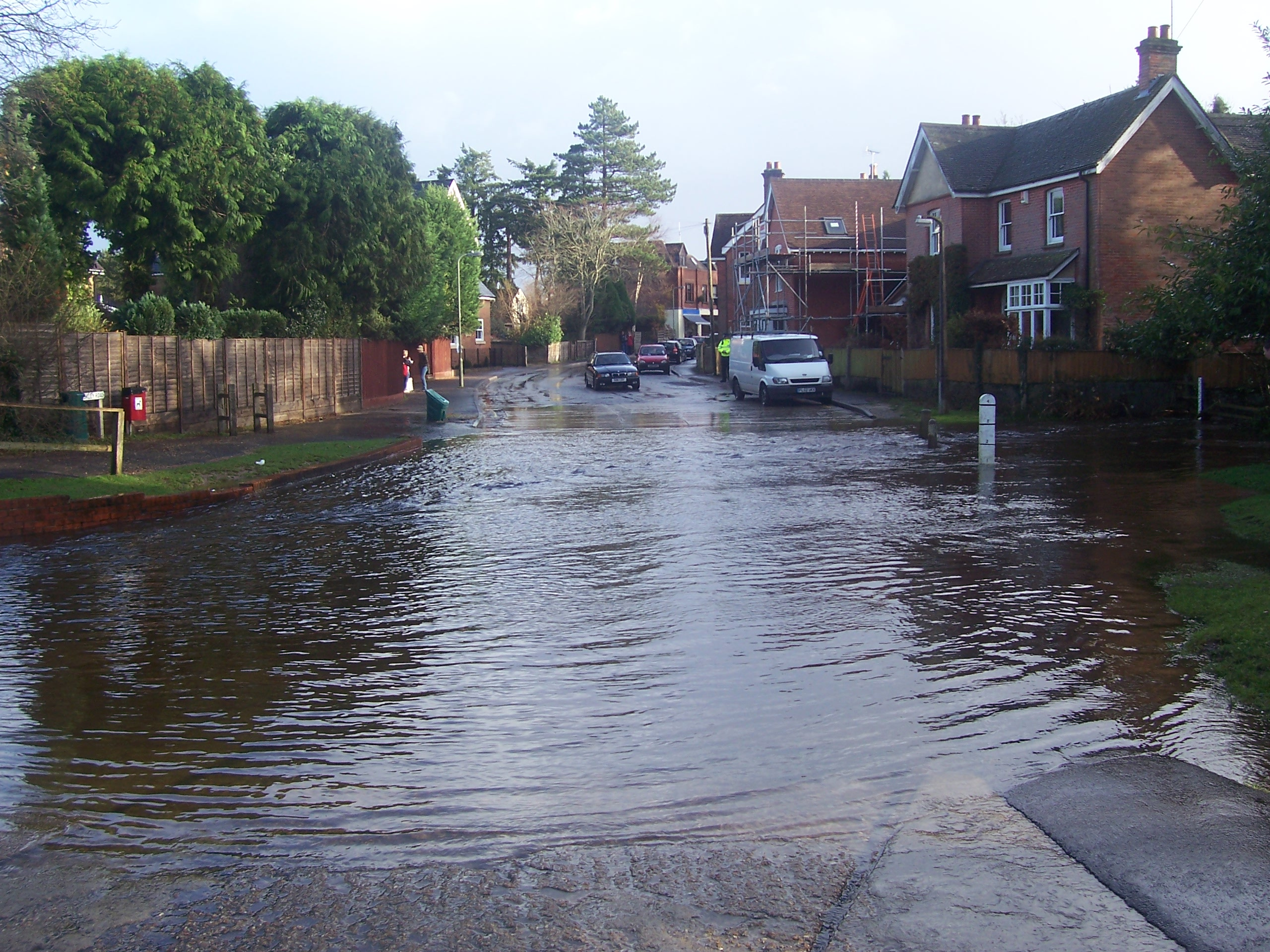
Le gué à Brockenhurst, après de fortes pluies.

## Géographie
Brockenhurst est le village le plus peuplé de la New Forest.
La grande ville la plus rapprochée est Southampton, à une vingtaine de kilomètres au nord-est. Bournemouth est également à proximité, à 23 km au sud-ouest. 
Beaulieu, Lymington, Lyndhurst et Sway sont les villes et villages les plus proches .

## Histoire

### Préhistoire
Les premiers signes d'habitat à Brockenhurst datent de 4 000 ans, de l'âge du bronze. La région est parsemée de tumulus. 
Il reste peu de traces d’habitations datant des 3 000 années qui ont suivi, jusqu'à la fin de la période saxonne qui s'est achevée avec la conquête normande de l’Angleterre.

### Moyen Âge
Guillaume le Conquérant a créé sa Nova Foresta en 1079, une vaste zone de chasse située au sud et à l'ouest de sa capitale Winchester. Cette zone s'étendait vers le sud jusqu'à la côte à Barton-on-Sea et à l'ouest jusqu'à l'actuel Bournemouth. En 1086, le Domesday Book mentionne quatre petites seigneuries saxonnes dans la région de Brockenhurst, Mapleham ,  Hincelveslei ,  Brochelie  et  Broceste . « Mapleham » n'existe plus, probablement englobé dans Brookley ; le nom « Hincelveslei » est devenu « Hinchelsea » qui se trouve à l'ouest de Brockenhurst ; le troisième manoir, « Brochelie », donne le nom moderne Brookley qui a reçu l'autorisation d'un marché hebdomadaire régulier et une foire annuelle de plusieurs jours vers 1347.
Brochelie avait le droit de faire paître des moutons dans la forêt ouverte, mais seulement entre Wilverley et l'actuelle Rhinefield Road, ce droit est généralement associé à des maisons religieuses, il était probablement rattaché au domaine médiéval de Christchurch avec un prieuré situé à Brookley.

### Temps modernes
Le manoir de « Brochelie » était situé sur le terrain maintenant occupé par l’hôtel Watersplash. Son manoir lui-même s'étendait sur les terres du côté ouest de la route A337 : Lyndhurst-Lymington.
Le quatrième manoir saxon de la région était Broceste, qui donne son nom au village. C’était le manoir le plus important, un lieu où l’on hébergeait le roi au cours de ses chasses dans la région.
Royden au sud de Brockenhurst était une propriété médiévale appartenant à l'Abbaye de Netley, elle a été créée par un don d' Henry III en 1253.
St. Nicholas Church, à cette époque, n'était plus qu'une chapelle isolée liée à Twynham - plus tard Prieuré de Christchurch. William Rufus a visité Brockenhurst, probablement en se rendant à l'église Saint-Nicolas, où il a rédigé deux écrits.
Au XVIIIe siècle, Lymington était une ville florissante, en raison de son port et de la fabrication de sel à partir de l'eau de mer. À la fin du XVIIIe siècle, la route de Lymington devient un itinéraire régulier pour les diligences de Lyndhurst et du nord. Pendant ce temps, Brockenhurst grandit, avec des logements et des auberges le long de la route principale.
En 1745, Henry Thurston, originaire de la région, parti pour faire fortune à Londres, décède, laissant un legs pour créer une école dans le village. Après avoir été placée en plusieurs endroits, elle a été installée dans un chalet au coin de l'actuelle Mill Lane avec l'A337.
En 1770, Edward Morant, propriétaire en Jamaïque, achète le manoir de Brockenhurst - une ferme des Stuart abandonnée - pour 6 400 £. Il en fait une grande maison  géorgienne, tout en aménageant des avenues dans le parc par acquisition des terres adjacentes, atteignant finalement quelque 1 200 ha (12 km2).

### Époque contemporaine
Au XIXe siècle, la gare est construite à Brockenhurst, augmentant le nombre de vacanciers et la population locale.
Pendant la Première Guerre mondiale, Brockenhurst a accueilli l’hôpital Lady Hardinge pour les soldats indiens blessés. Le nom de la route Meerut rappelle les troupes indiennes des divisions de Meerut et de Lahore qui ont combattu sur le front occidental pendant la guerre et étaient soignés à Brockenhurst. Des sections spécialisées ont également été créées dans les hôtels Balmer Lawn et Forest Park. L’hôpital général néo-zélandais n ° 1 s'y est ensuite installé pour être utilisé jusqu’en 1919. L’Auckland Avenue et Auckland Place commémorent le séjour des Néo-Zélandais.

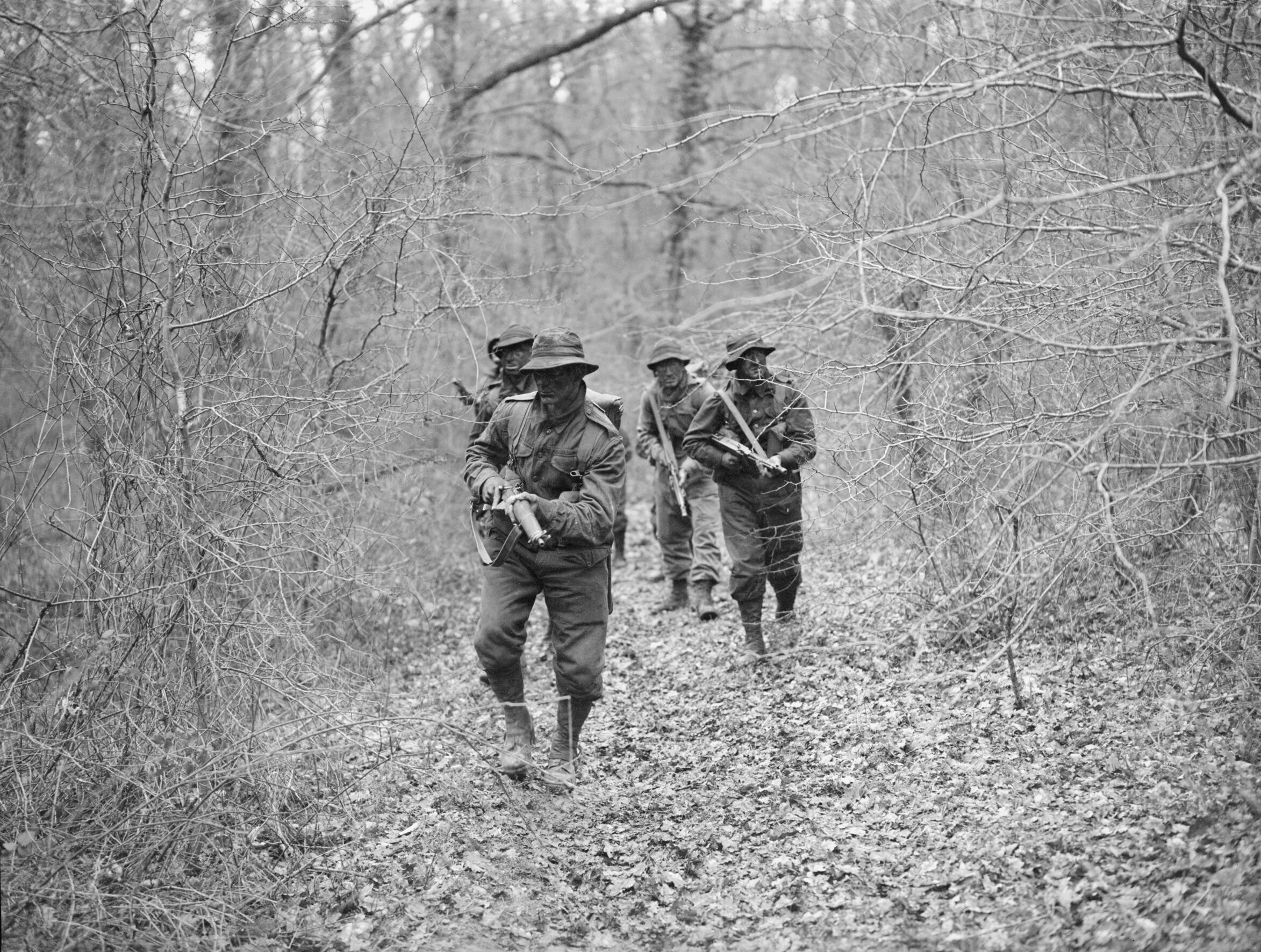
École à Brockenhurst, Hampshire, 2 février 1945. Des stagiaires, le visage peint avec de la peinture de camouflage, en patrouille dans une zone boisée de la Royal Marines Eastern Warfare School.

Pendant la Seconde Guerre mondiale, l’hôtel Balmer Lawn est souvent utilisé comme quartier général de division, c'est le lieu de réunion de nombreux généraux  Montgomery et Dwight Eisenhower, loin de leur quartier général à Southsea, où ils ont planifié le débarquement du jour J.
De vieux chênes à Brockenhurst ont caché des véhicules militaires en 1944, alors qu’ils se rassemblaient pour combattre en Normandie. La 50e division d'infanterie « Northumbrian », le noyau de la force d'assaut « G », chargée de prendre d'assaut Gold Beach le jour J, avait son QG au Carey's Manor Hotel.
La partie occidentale du village s'est considérablement développée dans les années 1970 et, au début des années 1990, Berkeley Homes a construit Ober Park, connu aujourd'hui sous le nom de Coppice, après avoir porté le nom de « Clerks » du XIIIe au XIXe siècle. Le village continue son expansion avec Penny Farthing & Son.

## Sports et loisirs
Brockenhurst a un club de football amateur, Brockenhurst F.C., qui joue à Grigg Lane. Lors d’un match de la Hampshire Senior Cup, Brockenhurst et Andover Town ont établi un nouveau record en inscrivant 29 buts consécutifs lors d’une séance de tirs au but après que le match se soit terminé par un nul 0-0. Après 29 tentatives réussies (un total confirmé par la Football Association en tant que record anglais), Andover a raté son pénalty et l'équipe des Badgers a remporté le match.

## Transports
La gare de Brockenhurst offre les services réguliers de la compagnie d'exploitation ferroviaire South Western Railway à Bournemouth, Waterloo, Southampton et  Weymouth. Les services express CrossCountry desservent également vers Manchester via Birmingham.
La station est la jonction où la ligne secondaire à Lymington se connecte à la ligne principale. Les services Lymington Flyer relient le ferry à  Yarmouth sur  l'île de Wight. La ligne secondaire est une ligne patrimoniale et sa nature autonome a permis l'utilisation de matériel roulant de type « slam-door », jusqu'à sa suppression en 2010. En 1967, c'était la dernière ligne de branchement à voie normale du sud de l'Angleterre à encore utiliser la traction à vapeur.
Le transport par autobus est assuré principalement par le service « Bluestar » à destination de Lymington et de Southampton (anciennement le Wilts et le Dorset 56 et 56A, le 6 emprunte maintenant le tracé du 56A).
En été, le « New Forest Tour » dessert le village et la station.

## Jumelage
Brockenhurst est jumelée avec : 
 Pont-Saint-Martin, Loire-Atlantique (France)

## Lieux d'intérêt
- Collège de Brockenhurst.
- Gare de Brockenhurst.
- Flyer Lymington - Ligne ferroviaire patrimoniale.
- New Forest Show.
- Église Saint-Nicolas.
- Setley lodge.

## Galerie

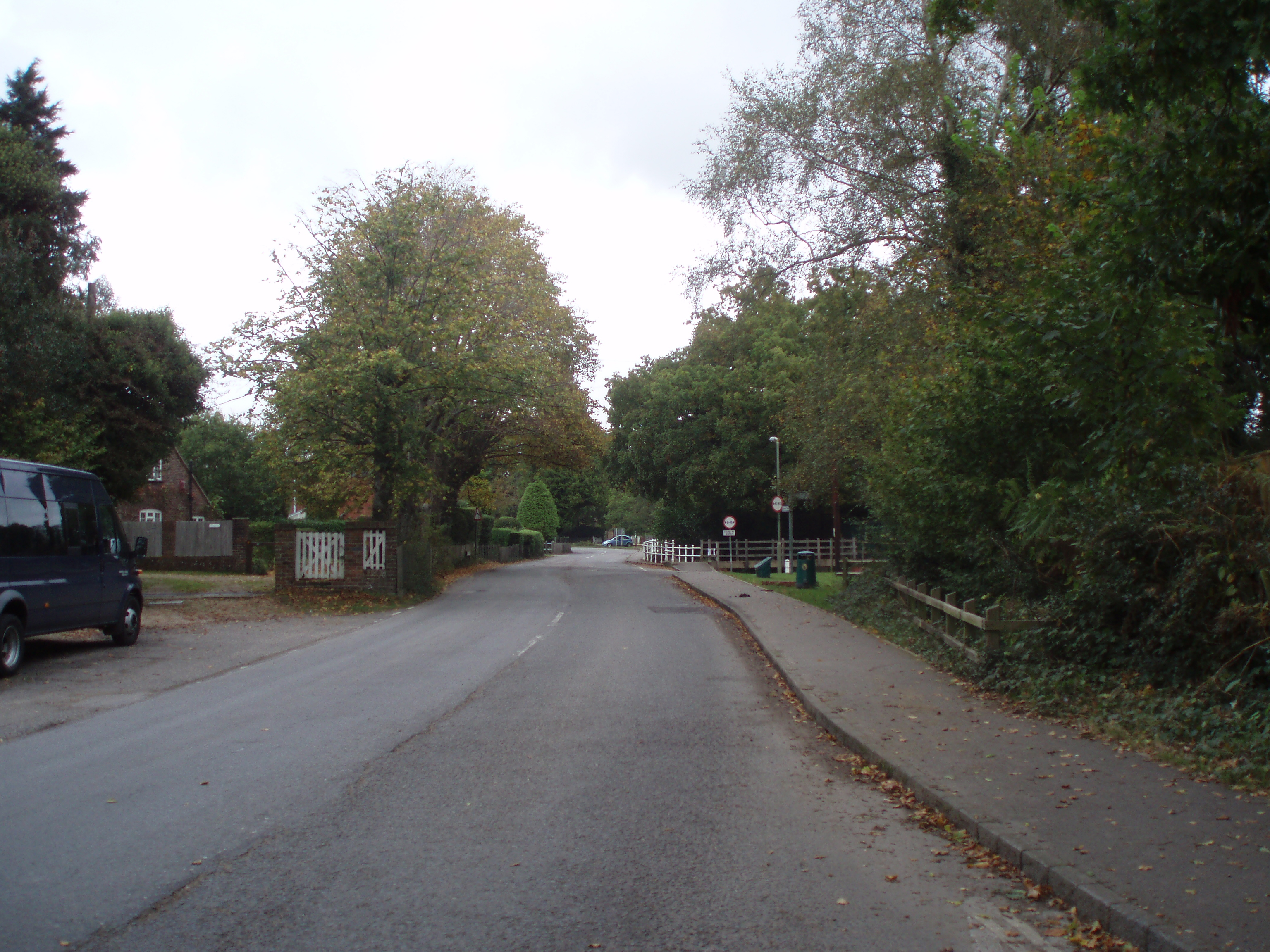
The Rise.
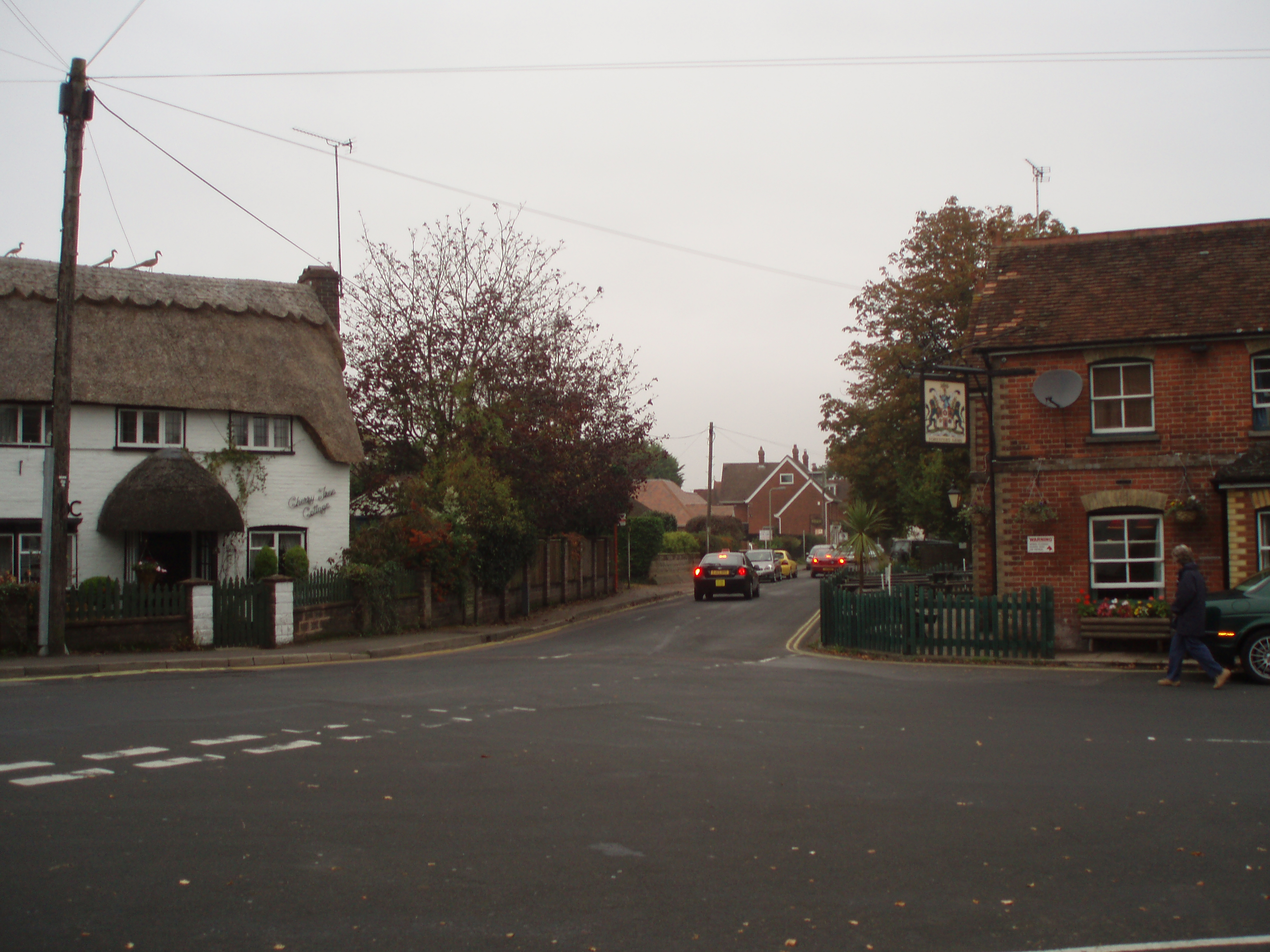
Chaumière et pub.
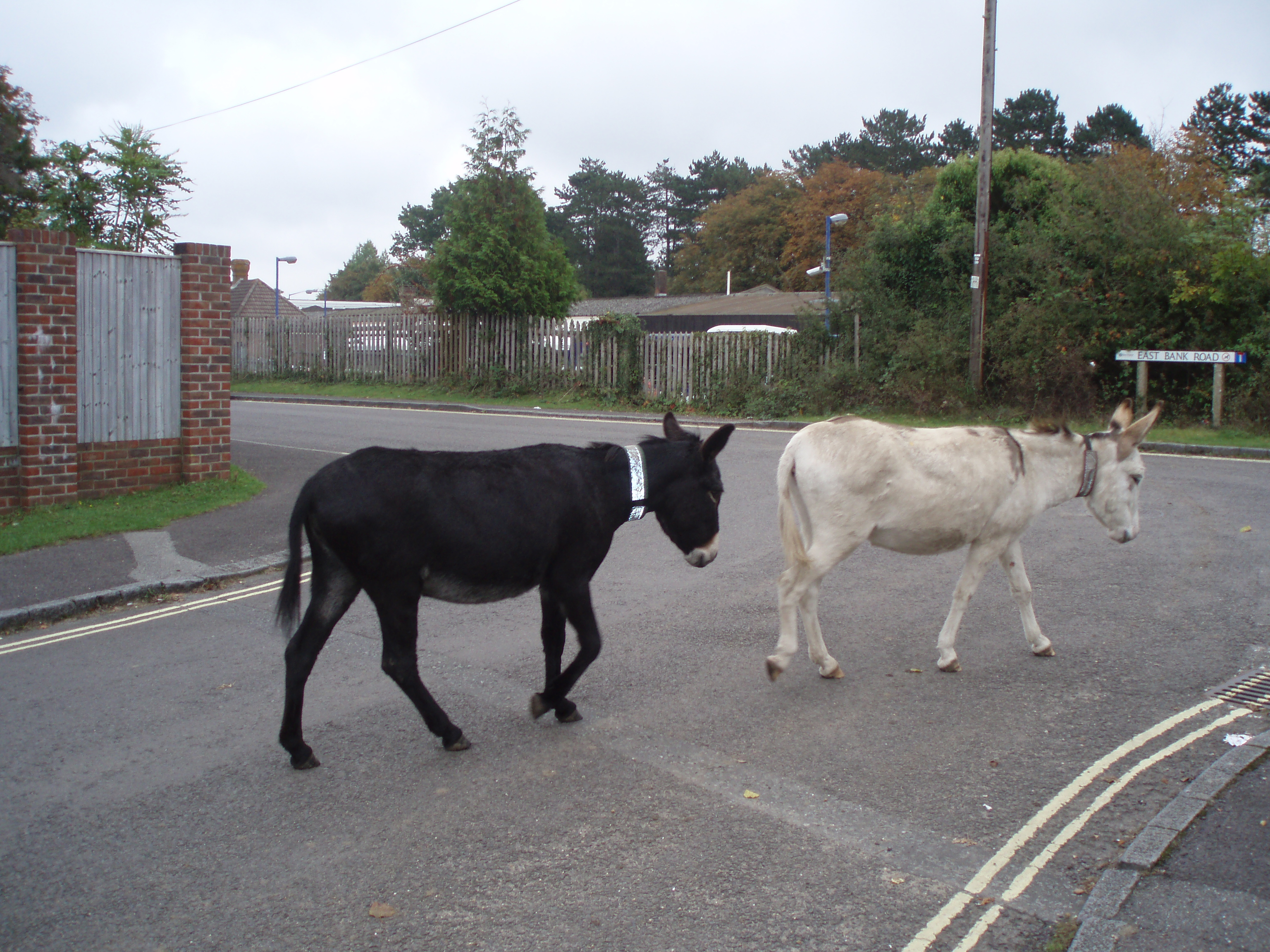
East Bank Road.
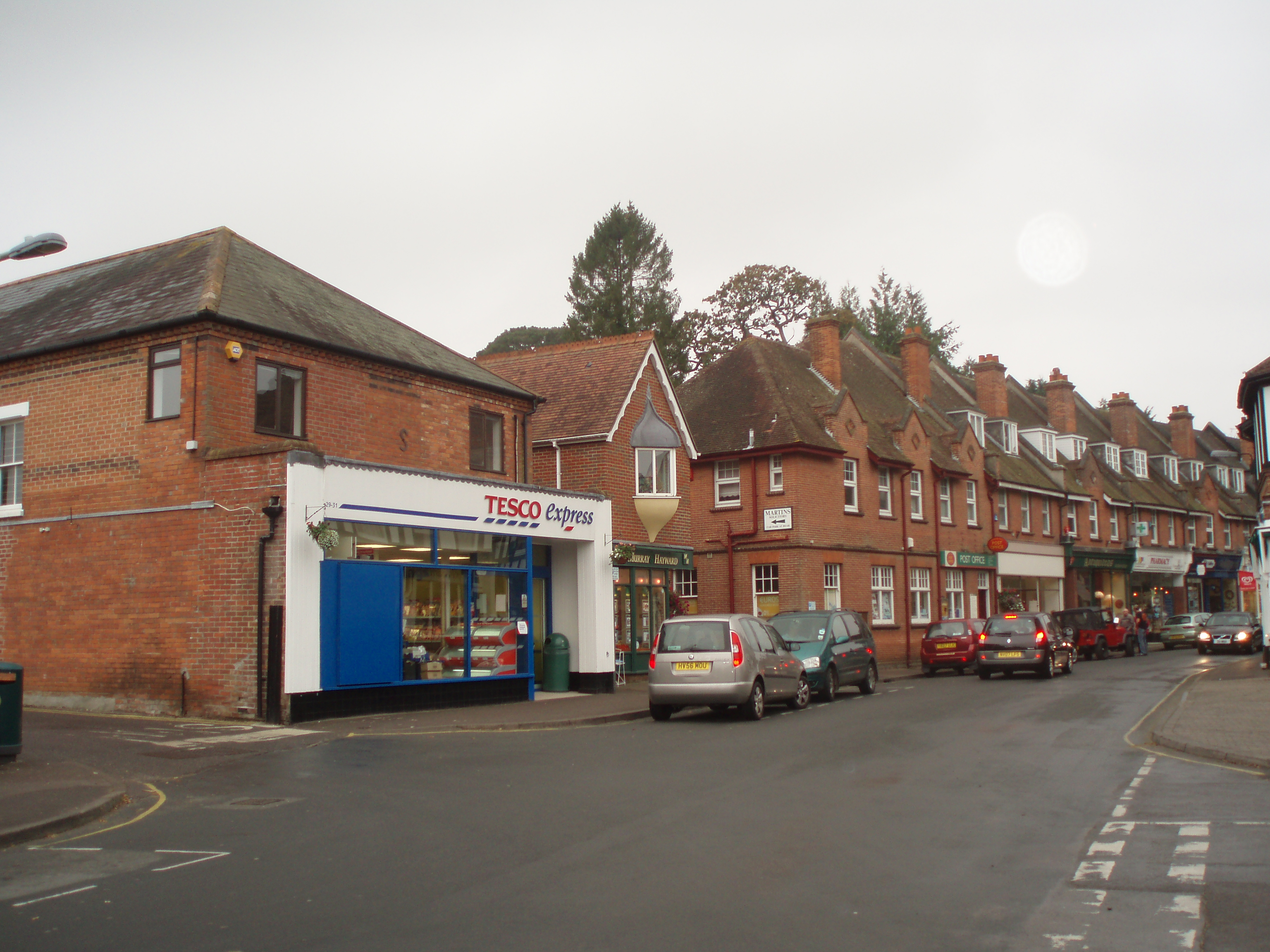
Brookley Road.